# Домбрувка-Осуховська
Домбрувка-Осуховська (пол. Dąbrówka Osuchowska) — село в Польщі, у гміні Чермін Мелецького повіту Підкарпатського воєводства.
Населення — 419 осіб (2011).

## Демографія
Демографічна структура станом на 31 березня 2011 року:
|          | Загалом | Допрацездатний вік | Працездатний вік | Постпрацездатний вік |
| -------- | ------- | ------------------ | ---------------- | -------------------- |
| Чоловіки | 208     | 63                 | 128              | 17                   |
| Жінки    | 211     | 42                 | 131              | 38                   |
| Разом    | 419     | 105                | 259              | 55                   |